# Plebejus micropunctulatus
Plebejus micropunctulatus är en fjärilsart som beskrevs av Degtyareva och Shchetkin 1975. Plebejus micropunctulatus ingår i släktet Plebejus och familjen juvelvingar. Inga underarter finns listade i Catalogue of Life.